# SuperM
SuperM (em coreano:  슈퍼엠) é um supergrupo sul-coreano formado pela SM Entertainment em parceria com a Capitol Records, sendo composto por sete membros de outros grupos da SM: Taemin do Shinee, Baekhyun e Kai do EXO, Taeyong e Mark do NCT 127, Ten e Lucas do WayV. Em 4 de outubro de 2019, o grupo estreou com seu EP autointitulado, que entrou na Billboard 200 em primeiro lugar, tornando o SuperM o segundo grupo sul-coreano na história a liderar a parada de álbuns dos EUA, bem como o primeiro ato coreano a fazê-lo com seu lançamento de estreia. Seu single de estreia, "Jopping", está entre as escolhas da crítica da Billboard das "25 melhores canções de K-pop" do ano.

## História

### 2019–2020: Formação, sucesso inicial eSuper One
"Não quero comparar o SuperM com nenhum dos outros grupos da SM, mas se eu tivesse que descrever [o que] nos diferencia, é o elemento de desempenho. Não é apenas dança, mas inclui vocais e rap, onde cada membro pode mostrar sua capacidade e brilhar de uma maneira diferente, que talvez não possam em outros grupos."

— Taemin em entrevista para a Billboard.
Antes do anúncio oficial da estreia do SuperM, havia rumores de que SM Entertainment estava planejando estrear uma "Super Boy Group", composta por membros de outros grupos da empresa. Em 7 de agosto de 2019, o presidente do Capitol Music Group, Steve Barnett, pediu para Lee Soo-man para produzir o grupo. O "M" no SuperM significa "Matrix" e "Master", com cada membro já sendo uma estrela estabelecida em seus próprios grupos. Barnett e o fundador da SM Lee Soo-man anunciaram oficialmente o SuperM no Capitol Congress 2019, com os membros do grupo incluindo Taemin do grupo Shinee, Baekhyun, Kai do EXO, Taeyong e Mark do NCT 127, e, Ten e Lucas do WayV. O teaser revelou os membros do grupo, cada um com habilidades de performance, vocal e rap. Lee descreveu o grupo como "os Vingadores do K-pop", com o grupo se concentrando mais na música baseada na performance. O executivo e diretor da SM A&R, Chris Lee, declarou que o grupo estava trabalhando por cerca de um ano e sentiu que a analogia com os Vingadores era adequada porque, segundo ele, "Cada Vingador tem seu próprio grupo e o Homem de Ferro tem seu próprio filme e Thor, o seu, mas juntos eles têm uma sinergia ainda maior, de modo que os membros seguirão suas próprias carreiras e grupos, mas também se unirão à sinergia."
O instrumental da canção "I Can't Stand The Rain", foi lançado em 28 de agosto de 2019. O grupo lançou seu primeiro extended play, autointitulado, nos Estados Unidos em 4 de outubro. Acompanhado do vídeo musical do lead single "Jopping", que teve seu vídeo musical filmado em Dubai. Um dia após a sua estreia o grupo se apresentou pela primeira vez ao vivo no Capitol Records Building em Los Angeles, e estreou na televisão no The Ellen DeGeneres Show em 9 de outubro. O EP estreou no número um na parada de álbuns da Billboard 200, com 164 mil cópias vendidas na semana que terminou em 10 de outubro, tornando-se o primeiro ato coreano a liderar a parada com seu lançamento de estreia, bem como o quarto lançamento em coreano a alcançar o número um.
O grupo embarcou em sua primeira turnê, We Are the Future Live, com datas na América do Norte de novembro de 2019 a fevereiro de 2020. A turnê foi estendida para a América Latina e Europa, com mais três datas em fevereiro de 2020. O concerto do Tokyo Dome, que foi inicialmente agendado para 23 de abril, foi adiado indefinidamente devido à pandemia do coronavírus. No início de abril, o grupo apareceu na série americana da Nickelodeon All That. O grupo participou da série de concertos on-line One World: Together at Home em 18 de abril, para apoiar o COVID-19 Solidarity Response Fund da Organização Mundial da Saúde, bem como promover o distanciamento social. O grupo tocou uma música inédita, "With You", de locais separados.
O SuperM foi o primeiro grupo da SM Entertainment a realizar um concerto online ao vivo, em uma série de concertos organizados em conjunto pela SM e Naver no serviço de streaming de concertos ao vivo "Beyond LIVE", realizado em 26 de abril de 2020. Em seu show, eles tocaram músicas de seu álbum de estreia, bem como novas faixas de um lançamento não anunciado, tocando para um público ao vivo de mais de 75 mil espectadores pagantes em tempo real de mais de 109 países. A receita deste concerto online, puramente de vendas de ingressos, excluindo mercadorias, foi estimada em US$ 2 milhões. Durante o concerto o SuperM apresentou a faixa "Tiger Inside", pela primeira vez, sendo descrita como uma poderosa faixa de dança sobre trazer à tona sua natureza selvagem interior para superar as dificuldades, e a coreografia envolve movimentos de tigre para se adequar ao tema.
Em 14 de agosto de 2020, o grupo lançou a faixa "100", como single de seu primeiro álbum de estúdio, Super One, lançado em setembro de 2020. O SuperM fez sua estreia na televisão nos EUA, por meio de uma videochamada, no Good Morning America em 20 de agosto, com a apresentação de seu single "100". Em uma breve entrevista antes da apresentação do grupo, Mark explicou que o público estava testemunhando exatamente o mesmo cenário que eles usaram para o show Beyond LIVE em abril. Em 26 de agosto, o SuperM ganhou o Prêmio Prefeito de Seul no 2020 Newsis K-Expo, tornando-se o primeiro prêmio do grupo desde sua estreia. Em 1º de setembro, o grupo lançou o single "Tiger Inside". Em 25 de setembro, o SuperM lançou o álbum Super One juntamente com o videoclipe para "One (Monster & Infinity)". No mesmo dia foi ao ar o programa de variedades da tvN SuperM's As We Wish, onde os sete membros do SuperM tiveram a chance de estrelar seu próprio drama de romance de cinco a seis minutos cada. O álbum estreou em segundo lugar na parada de álbuns da Billboard 200, com 104 mil unidades de álbum equivalentes, tornando-se o segundo top três do grupo após o EP de estreia. SuperM participou de um evento online advocacy para saúde mental, The Big Event, pela Organização Mundial da Saúde em 10 de outubro de 2020. O grupo performou "Better Days" durante o evento, que foi transmitido ao vivo nos canais da OMS Facebook, Twitter, LinkedIn, YouTube e TikTok.

### 2021–presente: Serviço militar
Baekhyun se alistou como parte do serviço militar obrigatório sul-coreano em 6 de maio de 2021, tornando-se o primeiro membro do grupo a se alistar. Taemin se tornou o segundo membro do grupo a se alistar em 31 de maio.

## Integrantes
- Baekhyun (백현) – Membro do EXO[64][65] e líder do grupo.[12][66]
- Taemin (태민) – Membro do Shinee.[64][65]
- Kai (카이) – Membro do EXO.[64][65]
- Taeyong (태용) – Membro do NCT 127 (NCT).[64][65]
- Ten (텐) – Membro do WayV (NCT).[64][65]
- Lucas (루카스) – Membro do WayV (NCT).[64][65]
- Mark (마크) – Membro do NCT 127[a] (NCT).[64][65]

## Endossos

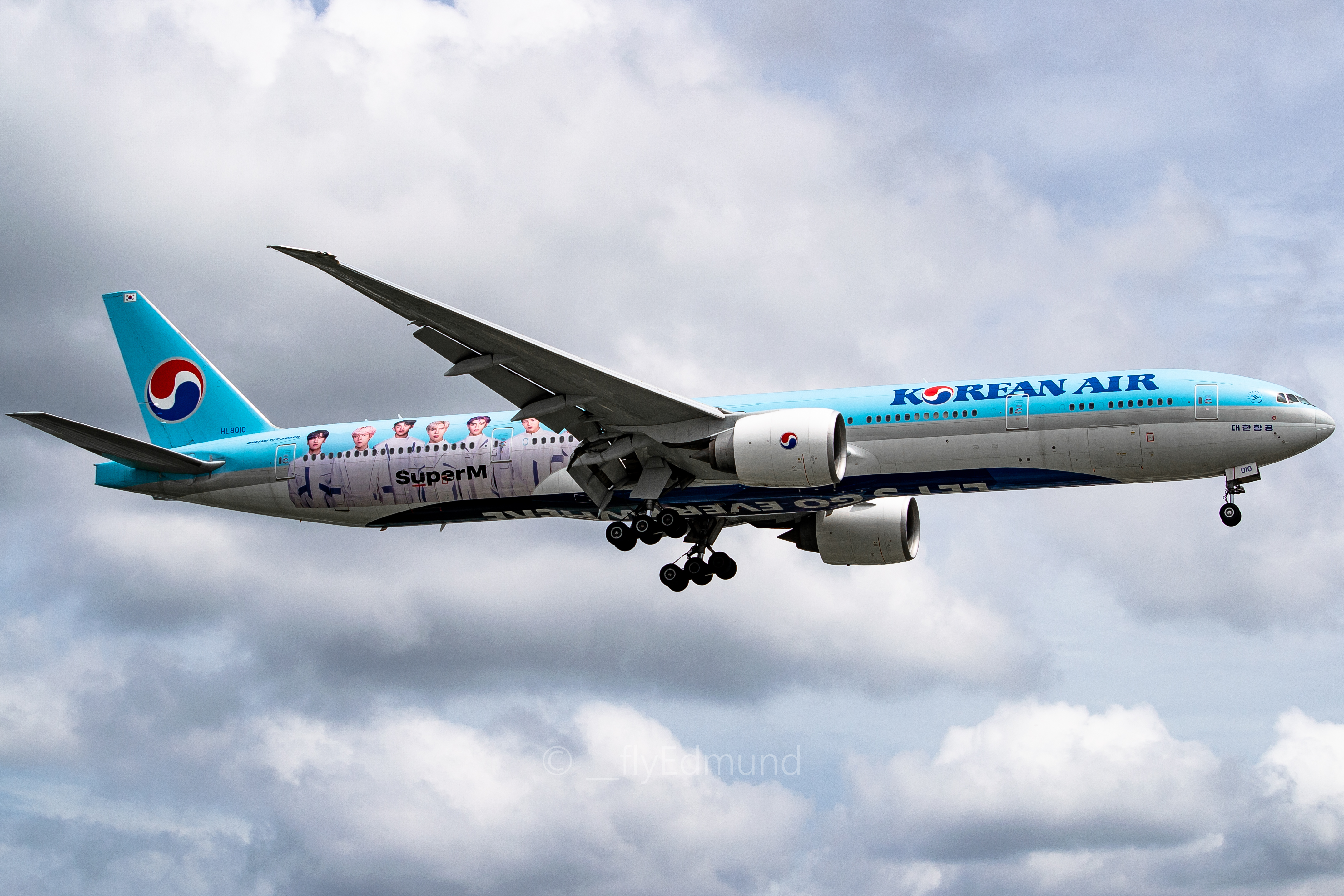
Um dos Boeing 777-300ER da Korean Air apresentando SuperM

O SuperM foi anunciado como embaixador global da Korean Air em novembro de 2019. Em 4 de novembro, o grupo foi apresentado ao lado de sua colega de gravadora da SM BoA no vídeo de segurança da Korean Air, que foi adicionado a todos os voos da Korean Air no mesmo dia. A música apresentada no vídeo, "Let's Go Everywhere", foi lançada em 18 de novembro e o produto da doação foi doado à campanha do Projeto Global de Pobreza Global Citizen.
Em abril de 2020, seguindo seu vídeo de segurança, o grupo também foi anunciado por meio de uma pintura de um dos Boeing 777-300ER da Korean Air, registrado como HL8010. A pintura é uma foto dos sete membros do grupo com o logo do nome do grupo abaixo e está situada na parte traseira da aeronave.
Em 25 de setembro de 2020, o SuperM revelou sua colaboração com a Marvel para uma série de merchandising de edição limitada.
Em janeiro de 2021, a seguradora Pru Life UK anunciou uma campanha colaborativa com o SuperM chamada "We DO Well Together". A campanha incentiva as pessoas a manter uma boa saúde e espalhar positividade. Como parte da campanha, o grupo lançou um single promocional, "We Do", que foi lançado junto com seu video musical em 9 de abril.

## Repercussão
"Eu vejo isso como um novo desafio. Existem muitas expectativas, porque, embora isso seja novo, cada um de nós vem de um grupo [popular] diferente. Mas há essa sinergia incrível entre nós."

— Baekhyun em entrevista para a Billboard.
O público e os seguidores tiveram opiniões diferentes sobre o projeto no início, com alguns fãs entusiasmados com a estreia da banda após o lançamento do primeiro teaser no Capitol Congress 2019, enquanto outros estavam preocupados com a SM Entertainment priorizando seus grupos estabelecidos, os membros do EXO estabeleciam carreiras solo antes do serviço militar obrigatório e o grupo estreando nos Estados Unidos, em vez de começar com promoções coreanas. Ao escrever para o MTV News, Caitlin Kelley opina que "o maior argumento da reação é que não é tão fácil combinar os poderes de vários fandoms" e achou que a estrutura do grupo poderia ser complicada para o público americano, embora ela observou que "o fato do SuperM ser tendência mundial por várias horas mostra potencial. Esse nível de engajamento significa que há um interesse amplo no grupo - agora é apenas uma questão de mudar a opinião pública". Kate Halliwell, do The Ringer, escreveu: "Muitas pessoas apoiam vários grupos do gênero K-pop em geral, e faz sentido atacá-los sempre que possível... mas é difícil escapar do lado tóxico do fandom". Ela acrescenta que a formação do grupo "mais uma vez [prova] como a reação online é inevitável e muitas vezes avassaladora, quando se trata de navegar por vários fandoms do K-pop de uma só vez", embora ela ache que a formação do grupo "[significa] uma maré crescente na demanda ocidental do K-pop".
Antes da estreia, o SuperM fez sua estreia na Billboard na parada Social 50 ocupando a 2ª posição, na classificação datada de 28 de setembro 2019, registrando a melhor classificação de um grupo de K-pop desde o BTS , que começou no Nº 1 no ranking de 29 de outubro de 2016.

## Discografia

### Álbuns de estúdio
| Título    | Detalhes | Melhores posições nas paradas | Melhores posições nas paradas | Melhores posições nas paradas | Melhores posições nas paradas | Melhores posições nas paradas | Melhores posições nas paradas | Melhores posições nas paradas | Melhores posições nas paradas | Melhores posições nas paradas | Vendas                                                                              |
| Título    | Detalhes | KOR                           | AUS                           | BEL FL                        | CAN                           | FRA                           | JPN                           | NZ                            | UK Dig.                       | US                            | Vendas                                                                              |
| --------- | --- | ----------------------------- | ----------------------------- | ----------------------------- | ----------------------------- | ----------------------------- | ----------------------------- | ----------------------------- | ----------------------------- | ----------------------------- | ----------------------------------------------------------------------------------- |
| Super One | - Lançamento: 25 de setembro 2020 (US) - Gravadora(s): SM, Capitol - Formato(s): CD, LP, download digital, streaming | 1                             | 82                            | 175                           | 69                            | 73                            | 12                            | 40                            | 29                            | 2                             | - KOR: 557,988 - US: 107,900 - CHN: 53,544 - JPN: 23,193 (Phy.) - JPN: 4,019 (Dig.) |

### Extended plays
| SuperM                                                                                   | - Lançamento: 4 de outubro de 2019 (US) - Gravadora(s): SM, Capitol - Formato(s): CD, LP, download digital, streaming | 3 | 130 | 38 | — | 7 | 19 | 1 | - US: 228,000 - KOR: 172,391 - CHN: 89,702 - JPN: 19,038 (Phy.) - JPN: 4,250 (Dig.) |
| "—" indica lançamentos que não figuraram nas paradas ou não foram lançados nessa região. | |   |     |    |   |   |    |   |                                                                                     |

### Singles
| Título                                                                                   | Ano  | Melhores posições nas paradas | Melhores posições nas paradas | Melhores posições nas paradas | Melhores posições nas paradas | Melhores posições nas paradas | Melhores posições nas paradas | Melhores posições nas paradas | Melhores posições nas paradas | Melhores posições nas paradas | Vendas        | Álbum     |
| Título                                                                                   | Ano  | KOR                           | KOR                           | CAN                           | FRA Dig.                      | JPN Hot                       | NZ Hot                        | UK Dig.                       | US                            | US                            | Vendas        | Álbum     |
| Título                                                                                   | Ano  | KOR                           | Hot                           | CAN                           | FRA Dig.                      | JPN Hot                       | NZ Hot                        | UK Dig.                       | Bub.                          | World                         | Vendas        | Álbum     |
| ---------------------------------------------------------------------------------------- | ---- | ----------------------------- | ----------------------------- | ----------------------------- | ----------------------------- | ----------------------------- | ----------------------------- | ----------------------------- | ----------------------------- | ----------------------------- | ------------- | --------- |
| "Jopping"                                                                                | 2019 | —                             | 84                            | 85                            | 140                           | 27                            | 24                            | 96                            | 25                            | 1                             | —             | SuperM    |
| "100"                                                                                    | 2020 | —                             | —                             | —                             | —                             | 35                            | —                             | —                             | —                             | 7                             | - CHN: 93,767 | Super One |
| "Tiger Inside"                                                                           | 2020 | 142                           | —                             | —                             | —                             | 69                            | —                             | —                             | —                             | 7                             | - CHN: 90,576 | Super One |
| "One (Monster & Infinity)"                                                               | 2020 | —                             | 96                            | —                             | —                             | 54                            | —                             | —                             | —                             | 7                             | —             | Super One |
| "—" indica lançamentos que não figuraram nas paradas ou não foram lançados nessa região. |      |                               |                               |                               |                               |                               |                               |                               |                               |                               |               |           |

### Singlespromocionais
| Título                                                                                   | Ano  | Melhores posições nas paradas | Melhores posições nas paradas | Álbum                |
| Título                                                                                   | Ano  | KOR                           | US World                      | Álbum                |
| ---------------------------------------------------------------------------------------- | ---- | ----------------------------- | ----------------------------- | -------------------- |
| "Let's Go Everywhere"                                                                    | 2019 | —                             | 23                            | Lançamento sem álbum |
| "With You"                                                                               | 2020 | —                             | —                             | Super One            |
| "We Do"                                                                                  | 2021 | —                             | —                             | Lançamento sem álbum |
| "—" indica lançamentos que não figuraram nas paradas ou não foram lançados nessa região. |      |                               |                               |                      |

### Outras canções cartografadas
| "I Can't Stand The Rain"                                                                 | 2019 | 10 | SuperM |
| "Super Car"                                                                              | 2019 | 15 | SuperM |
| "No Manners"                                                                             | 2019 | 20 | SuperM |
| "2 Fast"                                                                                 | 2019 | 24 | SuperM |
| "—" indica lançamentos que não figuraram nas paradas ou não foram lançados nessa região. |      |    |        |

### Vídeos musicais
| Título                     | Ano  | Diretor(es)  | Ref.    |
| -------------------------- | ---- | ------------ | ------- |
| "Jopping"                  | 2019 | Woogie Kim   | [ 121 ] |
| "Let’s Go Everywhere"      | 2019 | Kenzie       | [ 70 ]  |
| "100"                      | 2020 | Desconhecido | [ 122 ] |
| "Tiger Inside"             | 2020 | Desconhecido | [ 123 ] |
| "One (Monster & Infinity)" | 2020 | Desconhecido | [ 124 ] |

## Filmografia
| Título                 | Ano  | Rede  | Ref.            |
| ---------------------- | ---- | ----- | --------------- |
| SuperM - The Beginning | 2019 | SBS   | [ 125 ] [ 126 ] |
| SuperM's As We Wish    | 2020 | tvN   | [ 58 ]          |
| M-Topia                | 2020 | Wavve | [ 127 ]         |

## Turnês
- SuperM: We Are The Future Live (2019–20)[39]

### SuperM: We Are The Future Live
| Data                       | Cidade                     | País                       | Local                      |                            |                            |                            |
| Parte 1 – América do Norte | Parte 1 – América do Norte | Parte 1 – América do Norte | Parte 1 – América do Norte | Parte 1 – América do Norte | Parte 1 – América do Norte | Parte 1 – América do Norte |
| -------------------------- | -------------------------- | -------------------------- | -------------------------- | -------------------------- | -------------------------- | -------------------------- |
| 11 de novembro de 2019     | Fort Worth                 | Estados Unidos             | Dickies Arena              |                            |                            |                            |
| 13 de novembro de 2019     | Chicago                    | Estados Unidos             | United Center              |                            |                            |                            |
| 15 de novembro de 2019     | Duluth                     | Estados Unidos             | Infinite Energy Center     |                            |                            |                            |
| 17 de novembro de 2019     | Fairfax                    | Estados Unidos             | EagleBank Arena            |                            |                            |                            |
| 19 de novembro de 2019     | Nova Iorque                | Estados Unidos             | Madison Square Garden      |                            |                            |                            |
| 30 de janeiro de 2020      | San Diego                  | Estados Unidos             | Viejas Arena               |                            |                            |                            |
| 01 de fevereiro de 2020    | Los Angeles                | Estados Unidos             | The Forum                  |                            |                            |                            |
| 02 de fevereiro de 2020    | San Jose                   | Estados Unidos             | SAP Center                 |                            |                            |                            |
| 04 de fevereiro de 2020    | Kent                       | Estados Unidos             | accesso ShoWare Center     |                            |                            |                            |
| 06 de fevereiro de 2020    | Vancouver                  | Canadá                     | Rogers Arena               |                            |                            |                            |
| Parte 2 – América Latina   |                            |                            |                            |                            |                            |                            |
| 9 de fevereiro de 2020     | Cidade do México           | México                     | Mexico City Arena          |                            |                            |                            |
| Parte 3 – Europa           |                            |                            |                            |                            |                            |                            |
| 26 de fevereiro de 2020    | Paris                      | França                     | AccorHotels Arena          |                            |                            |                            |
| 28 de fevereiro de 2020    | Londres                    | Reino Unido                | The O2 Arena               |                            |                            |                            |

## Prêmios e indicações
| Ano  | Prêmio        | Categoria         | Trabalho nomeado | Resultado | Ref.    |
| ---- | ------------- | ----------------- | ---------------- | --------- | ------- |
| 2020 | Newsis K-Expo | Seoul Mayor Award | SuperM           | Venceu    | [ 129 ] |